# Baldingen (Zurzach)
Baldingen (toponimo tedesco) è una frazione del comune svizzero di Zurzach, nel Canton Argovia. Conta 261 abitanti.

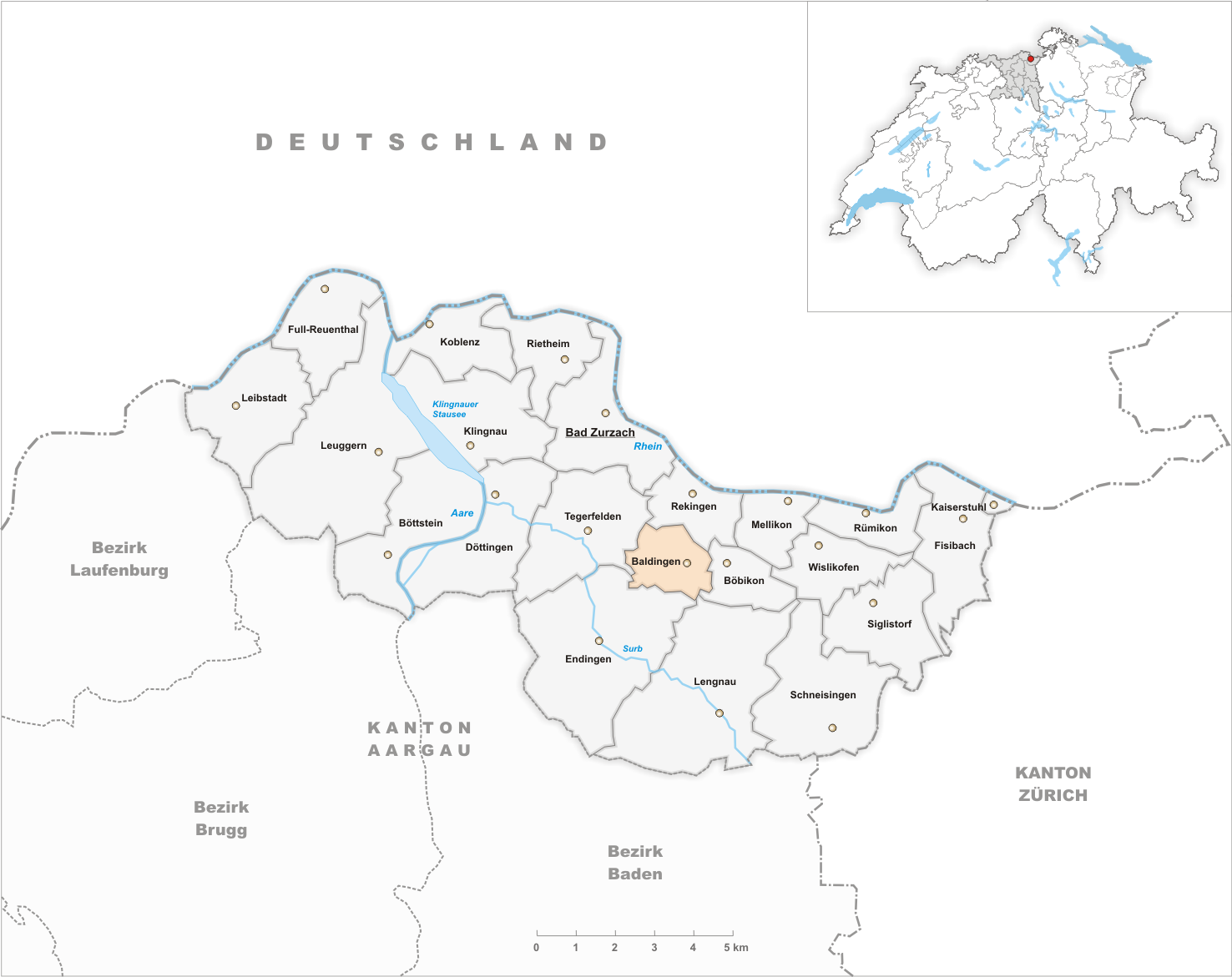
Mappa dell'ex comune di Baldingen all'interno del distretto di Zurzach

## Storia
Il 1° gennaio 2022 il comune di Baldingen venne fuso con i comuni di Bad Zurzach, Böbikon, Kaiserstuhl, Rekingen, Rietheim, Rümikon e Wislikofen, formando il nuovo comune di Zurzach.

## Monumenti e luoghi d'interesse

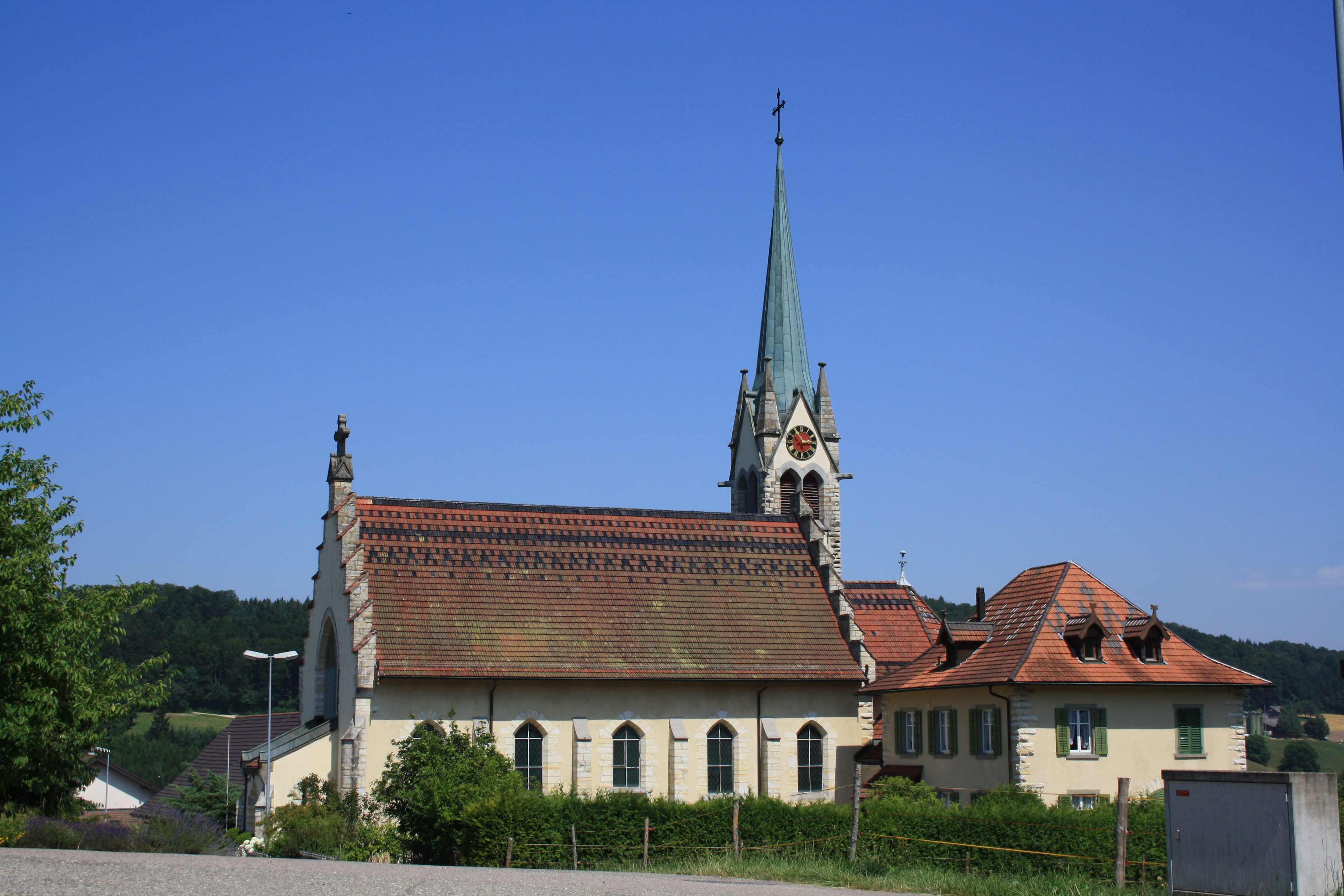
La chiesa cattolica di Sant'Agata

- Chiesa cattolica di Sant'Agata, eretta nel 1898 da Karl Moser[2].

## Società

### Evoluzione demografica
L'evoluzione demografica è riportata nella seguente tabella:
Abitanti censiti

## Amministrazione
Ogni famiglia originaria del luogo fa parte del cosiddetto comune patriziale e ha la responsabilità della manutenzione di ogni bene ricadente all'interno dei confini del comune.